# Lôi (họ)

họ Lôi viết bằng chữ Hán

Lôi là một họ của người Trung Quốc (chữ Hán: 雷, Bính âm: Lei). Họ này xếp thứ 69 trong danh sách Bách gia tính, về mức độ phổ biến họ này xếp thứ 78 ở Trung Quốc theo thống kê năm 2006 của Viện nghiên cứu di truyền học và sinh học phát triển thuộc Viện Hàn lâm Khoa học Trung Quốc.
Từ 雷 (lôi) có cấu trúc là sự kết hợp của bộ vũ (雨 nghĩa là mưa) ở trên ghép với ký tự điền (田 nghĩa là ruộng) ở dưới. Nó có nghĩa là sấm.

## Người Trung Quốc họ Lôi nổi tiếng
- Lôi Phong (1940-1962), người được Đảng Cộng sản Trung Quốc lấy làm hình mẫu cho thanh niên cộng sản Trung Quốc
- Lôi Chấn (1897-1979), chính trị gia Đài Loan